# Ребёнок из Миссисипи
Ребёнок из Миссисипи (анг. Mississippi baby, род. сентябрь 2010 год, Джэксон, Миссисипи, США) — девочка, которая в 2013 году, как считалось, была излечена от ВИЧ. Она инфицировалась при рождении от своей ВИЧ-положительной матери. Через тридцать часов после рождения ребёнка ей была назначена высокоинтенсивная антиретровирусная терапия. Когда ребёнку было около 18 месяцев, мать девочки перестала приводить её на плановые обследования в течение следующих пяти месяцев. Когда женщина вернулась с ребёнком, врачи ожидали обнаружить высокий уровень вирусной нагрузки в крови, но вместо этого ВИЧ не был обнаружен. Считалось, что ребёнок из Миссисипи был единственным человеком после "берлинского пациента", который был излечен от ВИЧ. В результате Национальные институты здравоохранения США запланировали провести всемирное исследование по изучению влияния высокоинтенсивной антиретровирусной терапии среди новорождённых детей, рождённых от матерей с ВИЧ-инфекцией. Считалось, что антиретровирусная терапия для новорождённых младенцев может стать лекарством от ВИЧ. Однако 10 июля 2014 года поступило сообщение о том, что у ребенка обнаружили ВИЧ-инфекцию. Будет ли проведено всемирное исследование, запланированное Национальными институтами здравоохранения США, остается неопределенным.